# Flicker (Niall Horan)
Flicker è il primo album in studio del cantante irlandese Niall Horan, pubblicato il 20 ottobre 2017 dalla Neon Haze e dalla Capitol Records.

## Tracce
1. On the Loose – 3:43
2. This Town – 3:52
3. Seeing Blind (feat. Maren Morris) – 3:05
4. Slow Hands – 3:07
5. Too Much to Ask – 3:43
6. Paper Houses – 3:34
7. Since We're Alone – 4:02
8. Flicker – 4:18
9. Fire Away – 3:26
10. You and Me – 3:04

Tracce bonus nell'edizione deluxe
1. On My Own – 4:00
2. Mirrors – 3:38
3. The Tide – 3:20

Tracce bonus nelle edizioni giapponese e di Target
1. Flicker (Acoustic) – 4:12
2. On the Loose (Acoustic) – 3:14

DVD bonus nell'edizione giapponese
1. This Town (Video)
2. Slow Hands (Video)
3. Too Much to Ask (Video)
4. Japan Trip Behind The Scenes
5. Interview

## Classifiche
| Classifica (2017) | Posizione massima |
| ----------------- | ----------------- |
| Australia         | 2                 |
| Austria           | 6                 |
| Belgio (Fiandre)  | 5                 |
| Belgio (Vallonia) | 15                |
| Canada            | 1                 |
| Danimarca         | 4                 |
| Finlandia         | 6                 |
| Francia           | 24                |
| Germania          | 8                 |
| Irlanda           | 1                 |
| Italia            | 2                 |
| Norvegia          | 4                 |
| Nuova Zelanda     | 3                 |
| Paesi Bassi       | 1                 |
| Portogallo        | 2                 |
| Regno Unito       | 3                 |
| Spagna            | 4                 |
| Stati Uniti       | 1                 |
| Svezia            | 5                 |
| Svizzera          | 11                |